# Willim Welsyn
Willim Welsyn aka William Welfare (* 17. září 1984 jako William Barnard) je jihoafrický rockový písničkář, filmař, fotograf a oceňovaný podcaster původem z Ladismith v Western Cape. Je známější jako hlavní zpěvák a kytarista afrikánské rockové kapely Willim Welsyn en die Sunrise Toffies a jako bývalý fotograf, spisovatel a moderátor podcastů pro jihoafrický časopis Rolling Stone a pro svou týdenní afrikánskou podcastovou show WAT Met Willim Welsyn Podcast.

## Životopis
Willim Welsyn nahrál své první stejnojmenné sólové EP v roce 2002 ve věku 17 let. V roce 2004 nahrál své první dlouhohrající sólové album Feromoon Rose. Ve stejném roce se Welsyn setkal s Panna Dekkerem (baskytara) a Etiennem Nelem (bicí) během televizního rozhovoru SABC 2, kde Welsyn požádal Dekkera a Nela, aby se postavili jako jeho doprovodná kapela pro propagační hudební videoklip, který bude vysílán s počátečním rozhovorem. Po rozhovoru založili Willim Welsyn en die Sunrise Toffies a v roce 2005 nahráli své první plnohodnotné album Buikspraak.
Willim Welsyn en die Sunrise Toffies zahájili turné v Jihoafrické republice a natočili dvě hudební videa k písním, Toastersport a Coca Cola Sunrise pro tehdy populární MK (kanál). Dekker opustil kapelu brzy poté. Po tři měsíce vystupovali Welsyn a Nel jako dvoučlenná kapela, potom Welsyn oslovil hráče na basovou kytaru z Jeffreys Bay, Gerharda Groblera, aby se ke skupině přidal. V roce 2007 nahráli své druhé řadové album Kompos en Kraai. Krátce po nahrávce Kompos en Kraai podepsali nahrávací smlouvu s Next Music. Krátce po vydání Kompos en Kraai vydali dvě hudební videa z alba, Soos 'n Skoolhoof a Die mooiste van dit alles.
V roce 2008 byl bubeník Etienne Nel účastníkem vážné dopravní nehody ve Stellenboschi. Utrpěl mnohočetná zranění a dočasně ho nahradil Tim Rankin, zvukař, který pracoval na Kompos en Kraai a bubeník kapely Bed on Bricks z Kapského Města. Ve stejném roce Welsyn nahrál své druhé plnohodnotné sólové album, Maanplaas, se Schalkem van der Merwe, rovněž z Bed Bricks, na baskytaru a Timem Rankinem na bicí. Van der Merwe také produkoval album. Zvuk Maanplaas se lišil od předchozích rockových alb Willima Welsyna a Sunrise Toffiese ve vysokém tempu a ubíral se uvolněnějším, country a folkovým směrem.
V roce 2009 se Welsyn zapsal na Stellenbosch University, Grobler se zapsal na Cape Audio College a Nel začala pracovat na plný úvazek. Willim Welsyn en die Sunrise Toffies stále hráli příležitostně živá vystoupení, zatímco Welsyn se také věnoval své sólové kariéře.
V roce 2010 Grobler odcestoval do Thajska a nahradil jej basista Louis Esterhuizen, který byl dříve basistou a kytaristou rockové skupiny Rooibaardt. V září 2010 Welsyn nahrál své třetí plnohodnotné sólové album Smeer die Weerlig s Nel na bicí, Jo Ellis na varhany a klavír a Welsyn na kytaru, zpěv a baskytaru. Smeer die Weerlig produkoval Jo Ellis, který také produkoval první dvě alba Welsyna a první album Willim Welsyn en die Sunrise Toffies.

## Hudební styl
V recenzi na Shunt od Williama Welfare z roku 2014 autorka Annie Klopperová poznamenala: „Jako afrikánský rocker Welsyn dokázal, že není Fokofpolisiekar-wannebe, který umí na kytaru hrát jen dva falešné akordy. Jeho hudba je vždy bez špetky okázalosti a jeho texty jsou promyšlené.

## Rolling StoneJihoafrická republika
V roce 2012 Welsyn promoval na University of Stellenbosch s bakalářským titulem v humanitních vědách a poté začal pracovat na plný úvazek v jihoafrickém časopise Rolling Stone jako online redaktor, spisovatel a fotograf.
V březnu 2013 Welsyn spustil podcastovou show Rolling Stone SA na www.rollingstone.co.za, kterou produkoval a spolupořádal s šéfredaktorem RS Milesem Keylockem a digitálním redaktorem RS Antonem Marshallem. Podcastová show obsahovala směs podrobných rozhovorů, upoutávek nadcházejícího programu a diskuzí na relevantní témata dne.

## William Welfare
V září 2013 si Willim Welsyn změnil jméno na William Welfare (anglický překlad) pro své první nadcházející anglické album, které mělo být vydáno v roce 2014. „4 Cups Of Dust“ je první oficiální singl a video od Williama Welfarea.
Video ukazuje, jak Welfare a bubeník Kyle Gray nahrávají skladbu živě v Blooroom Studios v Ladismith a poté cestují na festival Oppikoppi Bewilderbeast 2013.
Záběry natočili Welfare a Gray na GoPro kameru, když oba pokrývali festival pro Rolling Stone SA Magazine v srpnu 2013. Welfare během festivalu vyzpovídal většinu umělců viděných ve videu. Někteří z těchto umělců zahrnují Chino Moreno z Deftones, Koos Kombuis, Black Cat Bones, Bittereinder, Shadowclub, Jack Parow a Tumi Molekane z Tumi a The Volume.
„Video ukazuje, jak rychlá a bláznivá je moje práce cestovatelského hudebního novináře a hudebníka. Není čas nastavovat sračky a mít správné osvětlení – musím být na 10 místech najednou. Je to DIY point and' shoot mash-up,“ řekl Welfare.
Když se ho zeptali, proč své jméno Welsyn přeložil a rozhodl se nahrát své první anglické album, řekl: „Vždy jsem si myslel, že když 1000 lidí v Jihoafrické republice dokáže vykopat mou afrikánskou hudbu, pak možná 10 000 lidí po celém světě může vykopat mou anglickou hudbu. “
V roce 2014 Welfare vydal Shunt na 180g vinylu prostřednictvím Valve House Music and Publishing.

## WAT Met Willim Welsyn Podcast

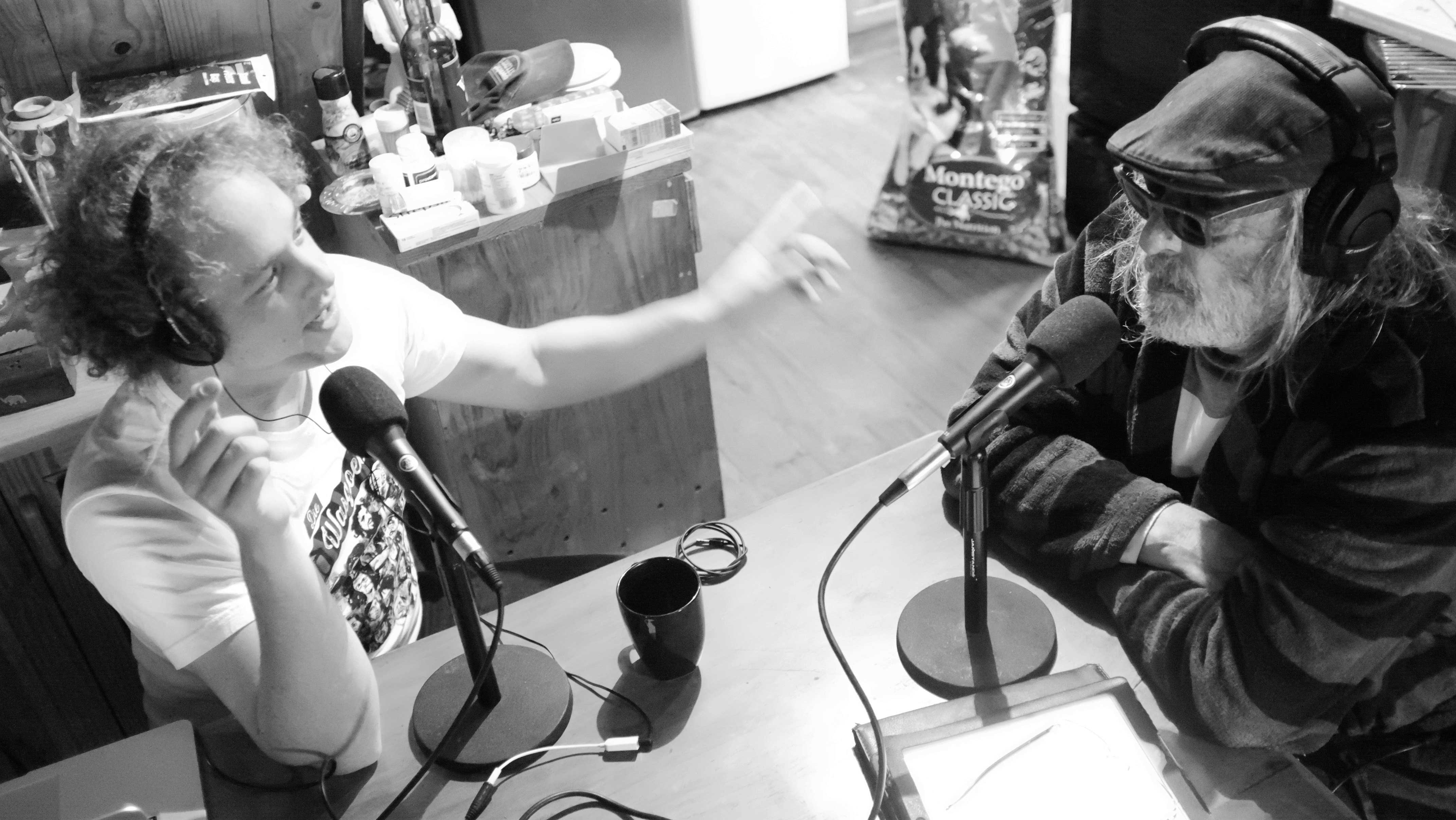
Willim Welsyn dělá rozhovor s Antonem Goosenem v jeho show WAT Podcast.

Poté, co časopis Rolling Stone South Africa v roce 2014 ukončil svou činnost, Welsyn zahájil týdenní afrikánskou podcastovou show s názvem „WAT Met Willim Welsyn“. Pořad vycházel ve čtvrtek a obsahoval rozhovory s kolegy hudebníky a legendárními jihoafrickými umělci, spisovateli a komiky. Dne 8. dubna 2016, po vydání 51 epizod, se WAT Met Willim Welsyn Podcast stal první afrikánskou podcastovou show, která dosáhla první pozice v žebříčku podcastů iTunes v Jihoafrické republice v kategorii Performing Arts. Dne 9. března 2017 Welsyn publikoval 99. epizodu WAT Podcast s moderátorem rádia RSG Izakem du Plessisem jako hostem. V úvodu epizody Welsyn oznámil svým posluchačům, že právě dokončuje nové sólové album s názvem Blitzkriek, na kterém se Welsyn vrátí ke svým afrikánským rockovým kořenům.
Dne 16. března 2017 Welsyn zveřejnil 100. epizodu WAT Podcastu, kde chladně zavolal pravidelné posluchače a fanoušky pořadu a zeptal se jich, jak a kdy pořad poslouchají a jaké jsou jejich oblíbené epizody.
Dne 2. března 2018 Welsyn zveřejnil 150. epizodu WAT Podcast s názvem „Behind The Scenes & Cheers Vir Eers“, kde odpověděl na několik otázek fanoušků, podělil se o některé zajímavosti ze zákulisí show a oznámil, že si dá na několik měsíců pauzu. Welsyn vysvětlil, že týdenní produkce pořadu začala být velmi pracná a že si před návratem do show potřebuje nějaký čas vyčistit hlavu.
Zmínil také, že pokud by někdo měl poslouchat všech 150 epizod najednou, trvalo by to celkem 9 dní.
Dne 12. dubna 2018, ještě v přestávce, byl Welsyn nominován na cenu ATKV Mediaveertjie (Media Feather) v kategorii „Luister“ (Listen) rádia za nejlepšího moderátora nebo tazatele pořadu v časopisech. Dne 11. května 2018 se Welsyn zapsal do historie tím, že se stal prvním nezávislým, samostatně financovaným jihoafrickým podcasterem, který vyhrál cenu v této kategorii ovládané osobnostmi z pozemních rozhlasových stanic.

## Ceny a nominace
| Cena                         | Rok  | Příjemce                                               | Jmenování                                             | Výsledek  |
| ---------------------------- | ---- | ------------------------------------------------------ | ----------------------------------------------------- | --------- |
| Jihoafrické hudební ceny     | 2009 | Kompos en Kraai (Willim Welsyn en die Sunrise Toffies) | Best Afrikaans Rock Album                             | nominace  |
| Jihoafrické hudební ceny     | 2010 | Maanplaas (Willim Welsyn)                              | Best Alternative Afrikaans Album                      | nominace  |
| Huisgenoot Tempo             | 2010 | Maanplaas (Willim Welsyn)                              | Beste Kopskuif Album                                  | vítězství |
| Rapport Vonk                 | 2010 | Maanplaas (Willim Welsyn)                              | Best Alternative Album                                | nominace  |
| Huisgenoot Tempo             | 2011 | Smeer Die Weerlig (Willim Welsyn)                      | Best Rock Album                                       | nominace  |
| Huisgenoot Tempo             | 2011 | "FRIEK YT!" (Willim Welsyn)                            | Best Alternative Music Video                          | nominace  |
| Ghoema Music Awards          | 2018 | Blitzkriek (Willim Welsyn)                             | Best Rock Album                                       | nominace  |
| Ghoema Music Awards          | 2018 | Willim Welsyn                                          | Favourite Male Artist                                 | nominace  |
| ATKV Mediaveertjie (Luister) | 2018 | Willim Welsyn (WAT met Willim Welsyn Podcast)          | Best Presenter or Interviewer of a Magazine Programme | vítězství |
| Jihoafrické hudební ceny     | 2018 | Blitzkriek (Willim Welsyn)                             | Best Rock Album                                       | nominace  |

## Diskografie
- Willim Welsyn – Willim Welsyn EP 2002
- Willim Welsyn – Feromoon Rose 2004
- Willim Welsyn en die Sunrise Toffies – Buikspraak 2005
- Willim Welsyn en die Sunrise Toffies – Kompos en Kraai 2007
- Willim Welsyn – Maanplaas 2009
- Willim Welsyn – Smeer die Weerlig 2010
- William Welfare – Shunt 2014
- Willim Welsyn – Blitzkriek 2017[28]

## Filmografie
- „Zeegunst: By Invite Only“ – dokumentární film 2014

V roce 2014 byl Welsyn pověřen natočit video ze zákulisí soukromého hudebního festivalu. Během postprodukce se video začalo formovat jako dokument. Společnost Valve House Music and Publishing se rozhodla film vydat na DVD. Ukrytý mezi jihoafrickými dunami Vlees Bay a přírodní rezervací a chráněnou oblastí Fransmanshoek najdete soukromý rekreační objekt čtyř bratrů Hanekomů jménem Zeegunst. Dokument zkoumá logistické stavební kameny a motivy čtyř bratří Hanekomů pro pořádání jednoho z nejtajemnějších novoročních festivalů v zemi. S rozhovory a živými nahrávkami některých z nejlegendárnějších místních okrajových kapel a umělců jako Piet Botha, Akkedis, The Black Cat Bones, Albert Frost, Gerald Clark, Ann Jangle, William Welfare, Southern Gypsey Queen a Dirk Ace z hnutí Voëlvry – "Zeegunst" vypráví podzemní příběh o ambiciózním úsilí jedné rodiny zahájit nový rok na vysoké úrovni.